# Sukamerta
Sukamerta is een bestuurslaag in het regentschap Karawang van de provincie West-Java, Indonesië. Sukamerta telt 7015 inwoners (volkstelling 2010).